# Schallpegel
Der Schallpegel ist eine umgangssprachlich verkürzte Bezeichnung für den Pegel einer akustischen Größe, der üblicherweise in der Hilfsmaßeinheit Dezibel angegeben wird. Es kann eine der folgenden Größen kann gemeint sein, am häufigsten ist es der Schalldruckpegel:
| Pegel                  | Abkürzung | Größenart          | beschreibt …                                                                                            | hängt ab von …                                                                              |
| ---------------------- | --------- | ------------------ | --- | ------------------------------------------------------------------------------------------- |
| Schalldruckpegel       | Lp        | Schallfeldgröße    | die Schalleinwirkung (Schallimmission) auf einen bestimmten Ort                                         | der Art der Umgebung (z. B. in einem Raum oder im Freien, Entfernung zu einer Schallquelle) |
| Schallleistungspegel   | LW        | Schallenergiegröße | die Stärke einer Schallquelle (Schallemission)                                                          | den Eigenschaften der Schallquelle                                                          |
| Schallintensitätspegel | LI        | Schallenergiegröße | das logarithmierte Verhältnis der Schallintensität I1 in einem Schallfeld zum Bezugswert I0 (DIN 45630) | dem Ort, der Umgebung und der Richtung                                                      |

Für die Interpretation eines angegebenen „Schallpegels“ muss in der Regel nicht nur bekannt sein, welche dieser Größen gemeint ist, sondern auch
- die verwendete Messvorschrift,
- die zugehörigen Frequenz- oder Zeitbewertungen,
- der Ort einer Messung und seine Eigenschaften.